# برييدور
برييدور (بالصربية: Приједор) هي مدينة وبلدية في شمال غرب البوسنة والهرسك في جمهورية صربسكا تعداد سكانها 97,588 نسمة  وتشتهر برييدور بتراثها الكاثوليكي الأرثوذكسي المسيحي والإسلامي. المباني التاريخية من العصرين العثماني والنمساوي المجري هي سمة من سمات المشهد الحضري. خضعت المدينة لتجديد واسع بين 2006-2009.

## جغرافيا
تقع مدينة برييدور، داخل بلدية برييدور، في الجزء الشمالي الغربي من البوسنة والهرسك، على ضفاف نهري سانا وغومجينيتشا، وفي التلال الجنوبية الغربية لجبال كوزارا. وتبلغ مساحة البلدية 833 كيلومترا مربعا (322 ميلا مربعا).
وعلى ارتفاع 133 متر (436 قدم) فوق مستوى سطح البحر.

## التعليم
في الوقت الحاضر، هناك 11 مدرسة ابتدائية مع حوالي 8000 طالب و6 مدارس ثانوية حضرها 4,000 طالب. وهناك أيضا مدرسة للموسيقى ومدرسة خاصة للأشخاص المختلين عقليا هي أيضا جزء من النظام التعليمي البلدي.

### الكليات والجامعات
وعلى مدى السنوات العديدة الماضية، اتخذت خطوات هامة ترمي إلى إنشاء الكليات. ونتيجة لذلك، أصبح لدى برييدور الآن كلية جامعية للاقتصاد والمعلوماتية وكلية الطب الجامعي  وقسم فرع جيولوجيا التعدين التابع لجامعة بانيا لوكا. في الجزء الشمالي الغربي من المدينة في حي بيكاني كلية القانون والاقتصاد قيد الإنشاء، وهذه هي الخطوات الأولى لإنشاء مركز جامعة مستقلة في برييدور. ولدى برييدور اليوم حوالي 1300 طالب مسجلين.

## توأمة
لبرييدور اتفاقيات توأمة مع كل من:
- مانيسا
- Kikinda [الإنجليزية]‏

## أعلام
- نيبويشا جراهوفاتس
- دراجومير ميرسيك
- داليبور دراجيتش
- ميروسلاف سافيتش
- ملادن ستويانوفيتش